# Drassodes tiritschensis
Drassodes tiritschensis är en spindelart som beskrevs av Miller och Jan Buchar 1972. Drassodes tiritschensis ingår i släktet Drassodes och familjen plattbuksspindlar.
Artens utbredningsområde är Afghanistan. Inga underarter finns listade i Catalogue of Life.